# Sony Ericsson Xperia X8
El Sony Ericsson Xperia X8 es un teléfono inteligente 3G de gama media con Android, desarrollado por Sony Ericsson, de la serie Xperia publicado en el Q4 de 2010. Se vende en muchos países del mundo, incluyendo los Estados Unidos en AT&T Mobility y con contratos de pago módicos mensuales en el Reino Unido. Originalmente funcionaba con Android 1.6, pero se actualizó a principios de 2011 a Android 2.1.

## Hardware
El teléfono tiene una pantalla táctil capacitiva de 3,0 pulgadas (76 mm) LCD. Tiene una resolución de 320 x 480 píxeles de matriz de gráficos de vídeo de tamaño medio (HVGA) con profundidad de 24 bits. En la parte posterior tiene una cámara de 3,2 megapíxeles con enfoque fijo. Las fotos pueden ser georeferenciadas. La cámara se puede acceder a través del menú de la pantalla táctil o mediante el botón dedicado para la cámara en la parte lateral del teléfono. El Xperia X8 utiliza un procesador Qualcomm MSM7227 de 600 MHz, tiene un acelerómetro de 3 ejes y construido en el Sistema de Posicionamiento Global (GPS), una brújula digital, un sensor de luz ambiental y una pata para fijar una correa.
El soporte multitáctil también esta en varias versiones de firmware del mercado de accesorios (ROM) como módulos transferidos en forma paralela (Ahora con un kernel más nuevo incluido el código que le permita) que permitieron a los usuarios utilizar gestos multitáctiles básicos como pellizcar para ampliar (En el digitalizador Synaptics) y real de doble contacto (En el digitalizador Cypress) gracias al reconocido desarrollador de XDA AnDyx y andrej456, algo que Sony Ericsson se mostró inflexible era imposible en el X8.

## Software
Sony Ericsson ha hecho su propia plantilla personalizada en el sistema Android con una versión optimizada de la interfaz UX (experiencia de usuario), que se compone de elementos de diseño, temas y aplicaciones personalizadas. Las cuatro esquinas de la pantalla tienen atajos reemplazables para aplicaciones de uso común. La principal aplicación es Sony Ericsson Timescape, una aplicación de red social que combina los mensajes de Facebook, Twitter, SMS y correo electrónico en una columna de fluido en la pantalla principal. Las fotos se pueden unir a los contactos o enviados a una cuenta de Facebook. El teléfono contiene esperadamente las aplicaciones de teléfonos inteligentes, y Wisepilot software de navegación, Google Maps, YouTube, Sony PlayNow Arena y TrackID (para identificar una canción mediante el registro de una pequeña parte de ella).

Sony Ericsson fue muy criticada por los usuarios X8 por no proporcionar actualizaciones de firmware de Android para 2.2 Froyo o Gingerbread 2.3. Más tarde declaró que el hardware del teléfono era incapaz de ejecutar cualquier cosa más allá de 2.1 Eclair. Posteriormente se demostró lo contrario por la comunidad modding Android, que lanzó sus propias versiones de Android 2.2 y 2.3 en los meses siguientes, que se desarrolló de forma estable en el X8. CyanogenMod lanzó una actualización 2.3 para el X8 que requirió el enraizamiento. Desde entonces, los desarrolladores independientes han portado el teléfono a Ice Cream Sandwich (4.0 , Jelly Bean (4.1 y 4.2), así como la última KitKat Android (4.4) usando un kernel personalizado.